# Kilby
Kilby – wieś w Anglii, w hrabstwie Leicestershire, w dystrykcie Blaby. Leży 11 km na południe od miasta Leicester i 133 km na północny zachód od Londynu.